# Mongólia az 1998. évi téli olimpiai játékokon
Mongólia a japán Naganóban megrendezett 1998. évi téli olimpiai játékok egyik részt vevő nemzete volt. Az országot az olimpián 2 sportágban 3 sportoló képviselte, akik érmet nem szereztek.

## Rövidpályás gyorskorcsolya
Férfi
| Versenyző          | Versenyszám | Előfutam | Előfutam | Negyeddöntő | Negyeddöntő | Elődöntő | Elődöntő | B döntő | B döntő | Döntő   | Döntő   | Helyezés |
| Versenyző          | Versenyszám | Idő      | Hely.    | Idő         | Hely.       | Idő      | Hely.    | Idő     | Hely.   | Idő     | Hely.   | Helyezés |
| ------------------ | ----------- | -------- | -------- | ----------- | ----------- | -------- | -------- | ------- | ------- | ------- | ------- | -------- |
| Battulgyn Oktyabri | 500 m       | 50,466   | 4.       | kiesett     | kiesett     | kiesett  | kiesett  | kiesett | kiesett | kiesett | kiesett | 28.      |
| Boldyn Sansarbileg | 1000 m      | 1:39,913 | 4.       | kiesett     | kiesett     | kiesett  | kiesett  | kiesett | kiesett | kiesett | kiesett | 29.      |

## Sífutás
Férfi
| Versenyző              | Versenyszám | Eredmény | Helyezés |
| ---------------------- | ----------- | -------- | -------- |
| Dashzevegiin Ochirsükh | 10 km       | 39:38,6  | 90.      |